# Исландская хоккейная лига 1997/1998
В 1997—1998 годах прошел 7-й сезон Исландской хоккейной лиги. В лиге не участвовал «ХК Рейкьявик».

## Регулярный сезон
|    | Клуб     | И | В | Н | П | Голы | Очки |
| -- | -------- | - | - | - | - | ---- | ---- |
| 1. | Акюрейри | 2 | 2 | 0 | 0 | 10:5 | 4    |
| 2. | Бьёрнин  | 2 | 0 | 0 | 2 | 5:10 | 0    |

И = Игры, В = Выигрыш, Н = Ничья, П = Поражение, ВО = Выигрыш в овертайме, ПО = Поражение в овертайме

## Финал
- Акюрейри — Бьёрнин 3:0 (7:6 от, 9:5, 11:3)

## Статистика и рекорды
- Было сыграно 5 матчей, в которых забито 56 голов (11,2 за игру).
- Лучший игрок (гол+пас): Рунар Рунарссон (Runar Runarsson, «Акюрейри») — 13 очков (10 голов и 3 паса)